# Thinopteryx praetoraria
Thinopteryx praetoraria är en fjärilsart som beskrevs av George Francis Hampson 1895. Thinopteryx praetoraria ingår i släktet Thinopteryx och familjen mätare. Inga underarter finns listade i Catalogue of Life.